# Post Bellum
 (mai 2025).
La mise en forme du texte ne suit pas les recommandations de Wikipédia : il faut le « wikifier ».
Les points d'amélioration suivants sont les cas les plus fréquents. Le détail des points à revoir est peut-être précisé sur la page de discussion.
- Les titres sont pré-formatés par le logiciel. Ils ne sont ni en capitales, ni en gras.
- Le texte ne doit pas être écrit en capitales (les noms de famille non plus), ni en gras, ni en italique, ni en « petit »…
- Le gras n'est utilisé que pour surligner le titre de l'article dans l'introduction, une seule fois.
- L'italique est rarement utilisé : mots en langue étrangère, titres d'œuvres, noms de bateaux, etc.
- Les citations ne sont pas en italique mais en corps de texte normal. Elles sont entourées par des guillemets français : « et ».
- Les listes à puces sont à éviter, des paragraphes rédigés étant largement préférés. Les tableaux sont à réserver à la présentation de données structurées (résultats, etc.).
- Les appels de note de bas de page (petits chiffres en exposant, introduits par l'outil «  Source ») sont à placer entre la fin de phrase et le point final[comme ça].
- Les liens internes (vers d'autres articles de Wikipédia) sont à choisir avec parcimonie. Créez des liens vers des articles approfondissant le sujet. Les termes génériques sans rapport avec le sujet sont à éviter, ainsi que les répétitions de liens vers un même terme.
- Les liens externes sont à placer uniquement dans une section « Liens externes », à la fin de l'article. Ces liens sont à choisir avec parcimonie suivant les règles définies. Si un lien sert de source à l'article, son insertion dans le texte est à faire par les notes de bas de page.
- La présentation des références doit suivre les conventions bibliographiques. Il est recommandé d'utiliser les modèles {{Ouvrage}}, {{Chapitre}}, {{Article}}, {{Lien web}} et/ou {{Bibliographie}}. Le mode d'édition visuel peut mettre en forme automatiquement les références.
- Insérer une infobox (cadre d'informations à droite) n'est pas obligatoire pour parachever la mise en page.

Pour une aide détaillée, merci de consulter Aide:Wikification.
Si vous pensez que ces points ont été résolus, vous pouvez retirer ce bandeau et améliorer la mise en forme d'un autre article.
Post Bellum est une organisation tchèque à but non lucratif basée à Prague, qui se consacre à la collecte et à l'archivage de témoignages de personnes ayant vécu les régimes totalitaires et les conflits du XXe siècle. 
L'organisation dispose de 5 antennes, couvrant 6 villes : Hradec Králové (Bohême orientale), Olomouc et Zlín (Moravie centrale), Plzeň (région de Plzeň), Brno (Moravie du Sud), et České Budějovice (Bohême du Sud). 
Elle a été créée en 2001 par le journaliste Mikuláš Kroupa, qui a réuni un groupe d'historiens et de journalistes dans le but d'accroître la connaissance publique de l'histoire du XXe siècle de la République tchèque et de ses pays voisins, en particulier parmi les jeunes générations. 
Post Bellum a recueilli des milliers de témoignages, dans le cadre de son projet de documentation, Stories of the 20th Century (Histoires du XXe siècle), et pour ses archives en ligne, Memory of Nations (Mémoire des Nations), en menant des entretiens avec des personnes ayant vécu des périodes importantes de l'histoire.
À partir de ces témoignages directs, l'organisation prépare des expositions et collabore avec divers médias (radio, télévision, presse écrite, Internet) pour produire des documentaires.
Post Bellum est également une organisation membre associée de la Platform of European Memory and Conscience.

## Mémoire des Nations
L'organisation a créé une archive de témoignages historiques oraux intitulée Mémoire des Nations, en coopération avec l' Institut pour l'étude des régimes totalitaires et la Radio tchèque.
Il s’agit d’une base de données en ligne contenant l’ensemble des archives sous forme sonore, visuelle et textuelle.
Ces archives constituent la plus grande collection en ligne de témoignages d'Europe centrale, documentant les histoires de « vétérans de guerre, de survivants de l'Holocauste, de prisonniers politiques, ainsi que de membres du Parti communiste, de la police secrète et des milices populaires ».
Les témoins sont interrogés dans leur langue d’origine, puis traduits en anglais. L’entretien n’est pas un entretien journalistique classique, les témoins sont invités à raconter leur histoire à leur manière. L'interview se déroule généralement en deux sessions : lors de la première, le témoin raconte librement ; lors de la seconde, il est confronté à des documents d’archives et l’on aborde certains événements plus précisément. 
Les entretiens sont ensuite archivés en ligne, où ils peuvent être recherchés par thématiques, dates, lieux, etc.
À sa création, avec l'appui de la Radio tchèque, les enregistrements des témoins, étaient réalisés exclusivement sous forme audio et étaient disponibles aux formats wav ou mp3. C'est à partir de 2014 que l’organisation a commencé à utiliser la technologie Eye Direct pour enregistrer les témoignages et permettre un contact visuel.
En mai 2025, la base de données comptait 19 455 témoins, 10 872 histoires publiées, ainsi que plus de 160 000 images et 65 000 clips. 

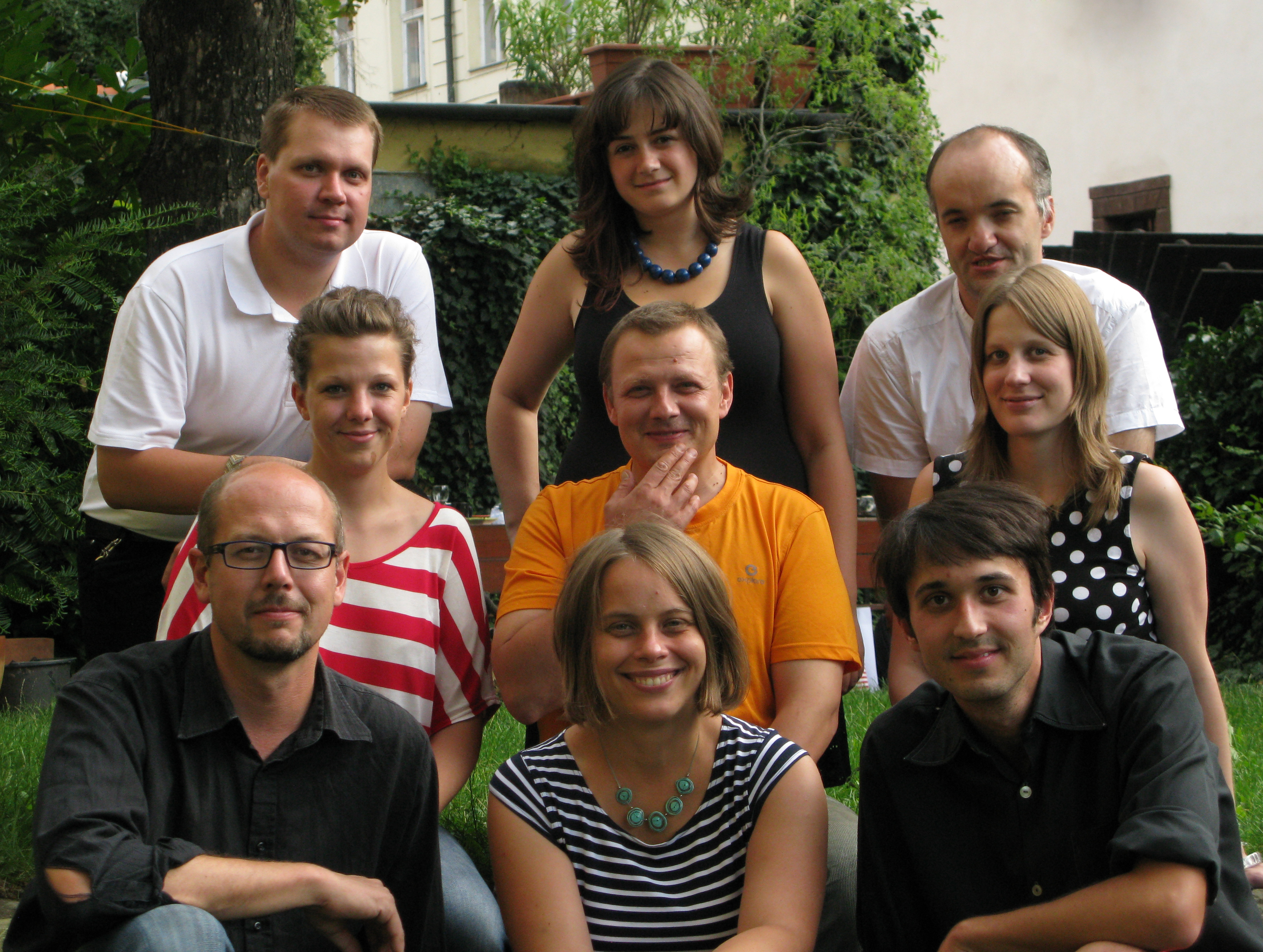
L'équipe Post Bellum en 2013.

Parmi les personnes notables qui ont témoigné pour la base de données figurent Václav Havel, Helga Hošková-Weissová, Petr Pithart, Magdaléna Vášáryová, Milan Knížák, František Zahrádka, Felix Kolmer et Rudolf Bereza.

## Les Prix Mémoire des Nations

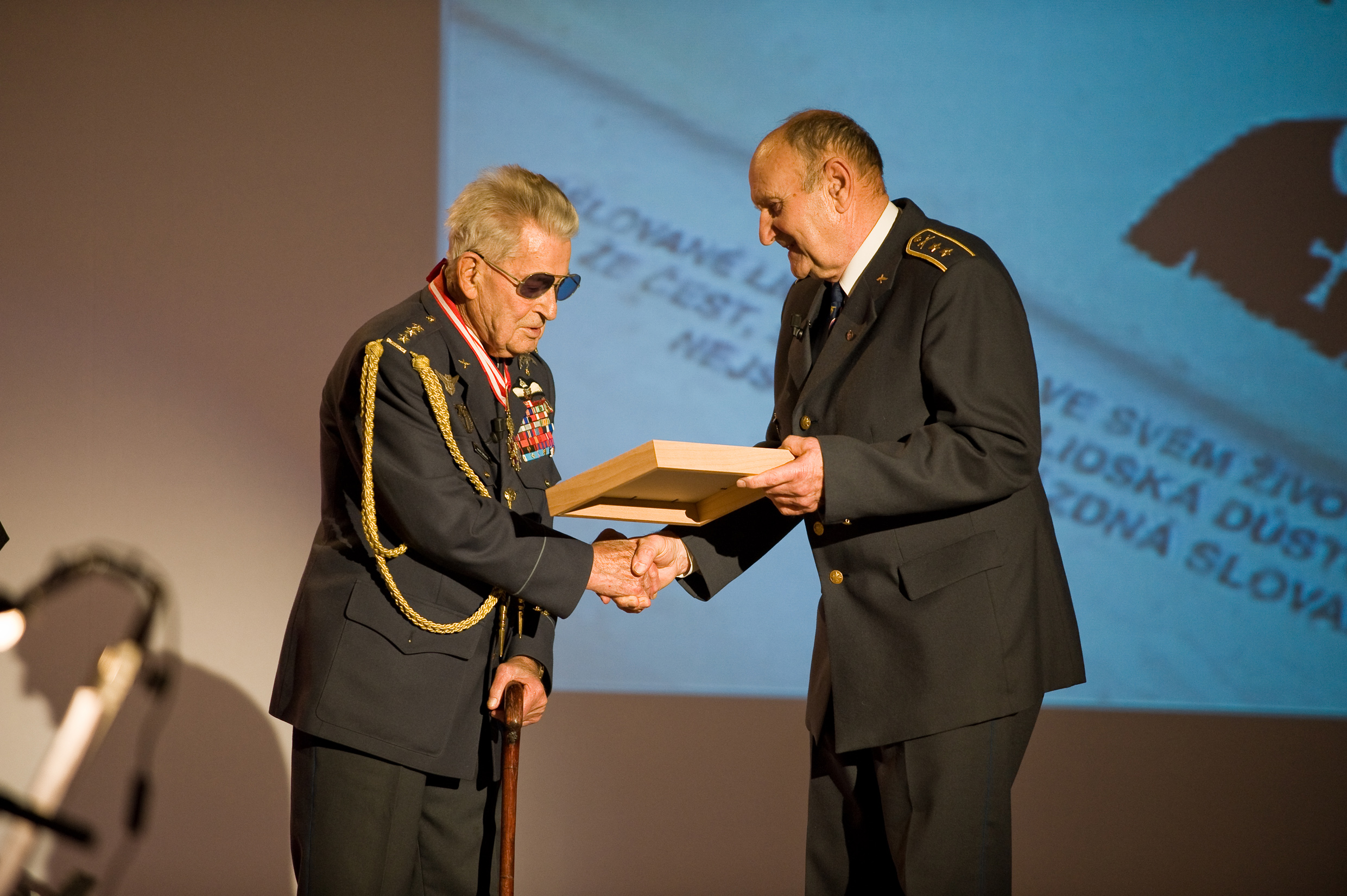
En 2011, le Prix Mémoire des Nations a été reçu par l'aviateur.

Depuis 2010, Post Bellum décerne chaque année le Prix Mémoire des Nations ( Ceny Paměti národa ), qui rend hommage à celles et ceux qui ont fait preuve d’un courage et d’une intégrité exceptionnels face aux régimes totalitaires, en défendant les droits humains et le maintien des valeurs démocratiques. Les lauréats sont des vétérans de guerre, prisonniers politiques, combattants de la résistance, survivants de l’Holocauste et d’autres personnes qui ont résisté contre les régimes oppressifs au cours du XXe siècle. 
Chaque année, cinq lauréats sont sélectionnés parmi 20 nominés par un jury composé d’historiens, de journalistes et de personnalités publiques. La cérémonie de remise des prix a lieu le 17 novembre, coïncidant avec l'anniversaire de la Révolution de velours, et se déroule généralement au Théâtre national de Prague. L'événement est diffusé en direct à la télévision tchèque et comprend des performances artistiques, des segments documentaires et des lectures qui mettent en lumière les histoires des mis à l'honneur. 

## La Course pour la Mémoire des Nations
Créée en 2016, la Course pour la mémoire des nations ( Běh pro Paměť národa ) est un événement annuel de course à pied caritatif organisé par Post Bellum pour honorer les personnes qui ont résisté aux régimes totalitaires et pour soutenir la documentation de leurs témoignages. Les frais d'inscription collectés servent à financer le travail de Post Bellum visant à enregistrer, éditer et publier des témoignages personnels.
Les participants peuvent choisir de rejoindre la course depuis différentes villes de la République tchèque ou virtuellement depuis n'importe quel endroit dans le monde. Les participants sont encouragés à dédier leur course à une personne en particulier dont l’histoire est publiée dans les archives de la Mémoire des Nations.

## Histoires du 20e siècle
Stories from the 20th Century (Histoires du XXème siècle) est une émission de radio qui relate les histoires de témoins des archives de la Mémoire des Nations de l'après-guerre, diffusée tous les dimanches depuis 2006 sur la radio tchèque. Les personnes interrogées comprennent des vétérans de guerre, des survivants de l’Holocauste, des prisonniers politiques de l’époque nazie et communiste et des membres de groupes minoritaires.
Stories from the 20th Century était également le nom d'une série documentaire diffusée à la télévision tchèque, centrée sur la vie pendant la normalisation. La série comprenait des entretiens avec des agents du StB, des mineurs, des membres du parti communiste, des homosexuels et des trafiquants de devises du marché noir. 
Certains épisodes ont été adaptés en livres par les auteurs du programme, Mikuláš Kroupa et Adam Drda. En 2008, le livre Siècle cruel ( Czech : Kruté Stoleti ) a été publié, suivi en 2009 par la publication Nous ne voulons pas vivre sous le communisme ( Czech : V komunismu jsme žít nechtěli ). En 2014 et 2015, les auteurs ont contribué à la série de livres Les Héros inconnus (Czech: Neznàmí hrdinové). 

## Initiatives éducatives

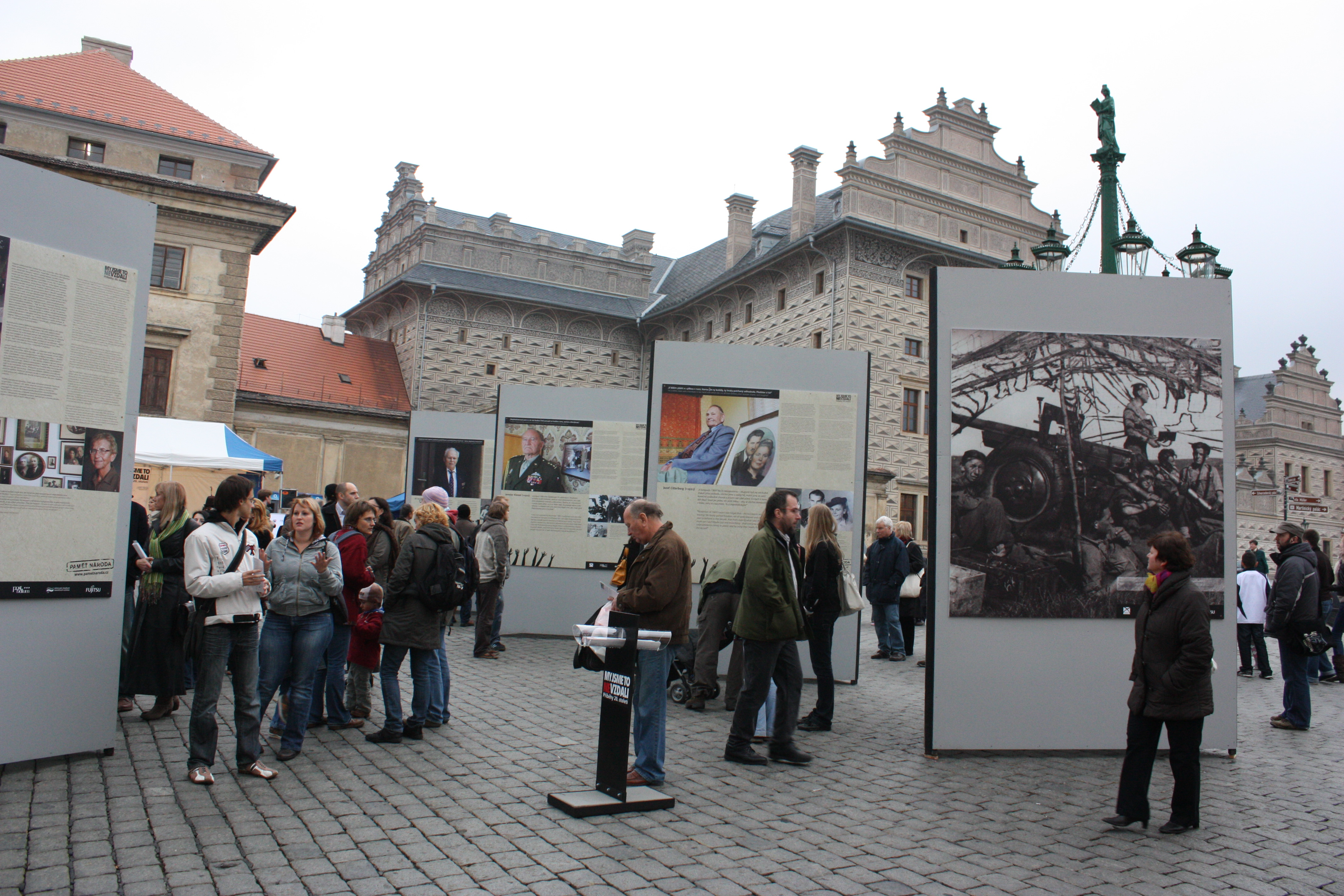
Vernissage de l'exposition en plein air organisée en 2009 par Post Bellum à Prague.

Post Bellum mène plusieurs initiatives visant à sensibiliser le jeune public sur les régimes totalitaires. 
Ateliers d'expériences
Parmi ces initiatives éducatives figurent les ateliers d'expérience, qui incluent des simulations immersives dans lesquelles les élèves jouent le rôle de personnages historiques et naviguent dans des moments clés de l'histoire tchèque moderne, tels que le coup d'État communiste de 1948 ou la période de normalisation. Ces ateliers encouragent les élèves à réfléchir de manière critique et les aident à mieux comprendre les dilemmes moraux auxquels sont confrontés les individus vivant sous des régimes autoritaires.
Le Podcast de la Mémoire des Nations : Dobrovský et Šídlo
En 2023, pour la quatrième année consécutive, Post Bellum a contribué à la scène des podcasts tchèques avec un mélange unique d'actualité et d'histoire récente. Ces débats animés par Jan Dobrovský, président du Collège Mémoire des Nations, et Jindřich Šídlo, commentateur, se caractérisent par la formule « votre dose régulière d'opinions, d'informations, de souvenirs et de sentiments ». Il a remporté un vif succès en remportant la troisième place dans la catégorie Podcast de l'année aux Křišťálová lupa, prix Internet tchèque décernés par le public en 2022.
En 2023, le podcast a publié 30 épisodes, dont plusieurs spéciaux, et a participé à 17 événements en direct. Sa popularité est en constante progression, avec plus de 1,3 million d'écoutes cumulées.
Projet « Histoires de nos voisins »
Avec le projet « Histoires de nos voisins », un programme éducatif à long terme, les élèves sont amenés à discuter avec les ainés de leur entourage, ils les interrogent et documentent les histoires, qui sont ensuite racontées à la radio ou à la télévision.
Livres éducatifs
De plus, Post Bellum a publié un certain nombre de livres éducatifs tels que We Are Still At War (Nous sommes toujours en guerre) et Forced Labour (Travail forcé), des romans graphiques basés sur des histoires vraies de personnes touchées par des régimes totalitaires.
Post Bellum gère également des ressources et des programmes de développement professionnel pour les éducateurs, notamment des plans de cours, des ateliers et une base de données en ligne de témoignages qui peuvent être utilisés pour soutenir l'enseignement de l'histoire.

## Instituts de la Mémoire des Nations
Les Instituts Mémoire des Nations (Memory of Nations Institutes, IMN) sont des lieux uniques en République tchèque où l’histoire du XXe siècle prend vie à travers les récits de celles et ceux qui l’ont vécue. Ces espaces immersifs plongent les visiteurs dans les heures sombres de la guerre, de l’occupation, du totalitarisme et de la répression communiste, à l’aide de technologies modernes : projections audiovisuelles, réalité augmentée, effets sonores et lumineux, objets d’époque, et écrans interactifs.
Le premier institut a ouvert ses portes le 15 mars 2022 à Pardubice, avec l’exposition permanente Héros silencieux. On plonge au coeur de la seconde guerre mondiale à travers les parcours poignants de Jaryna Mlchová ou Tomáš Sedláček. Plus de 2 000 élèves ont visité l’exposition dès la première année, participant à des ateliers éducatifs sur les Juifs sous le Protectorat, La résistance intérieure ou Les prisonniers politiques.
Lieu vivant, l’institut organise aussi des conférences régulières avec des invités de renom, comme Petr Pavel, devenu président tchèque, ou la romancière Markéta Lukášková. En 2023, l’exposition s’est enrichie de nouveaux récits issus des années 1950, attirant plus de 4 500 visiteurs.
Le deuxième institut, inauguré le 22 mars 2022 à Olomouc, est situé dans un ancien abri anti-aérien du parc Bezruč. Ce cadre atypique accueille l’exposition audiovisuelle Histoires révélées du XXe siècle, qui retrace les destins bouleversants de témoins de la guerre et du communisme dans la région. Une salle dédiée permet la projection de photographies d’archives en grand format. Plus de 3 000 visiteurs y ont été accueillis dès la première année, et l’institut continue d’attirer un large public.
Le troisième institut a vu le jour à Brno, en 2022, dans un bâtiment situé en plein centre-ville, rue Radnická. Ce lieu dynamique a accueilli 47 événements en un an, allant de conférences avec des vétérans ou écrivains à des débats publics avec des candidats à l’élection présidentielle tchèque. En novembre 2022, le tout premier Mémoire des Nations Café a ouvert au rez-de-chaussée : on y sert « le café le plus fort de Brno », tout en proposant des projections, concerts, une boutique et un point de retrait pour les produits du site en ligne. L’exposition Héros silencieux y a été inaugurée en mai 2023, attirant déjà près de 1 700 visiteurs et positionnant l’institut comme un véritable centre culturel régional.
Enfin, un programme saisonnier est organisé à Prague, dans le quartier de Strahov, entre mai et octobre. Cet espace éphémère propose une immersion tout aussi marquante, en particulier pour les jeunes générations, afin de transmettre la mémoire d’événements majeurs tels que la Shoah, l’occupation de 1968 ou les procès politiques communistes.

## Activités internationales et partenariats

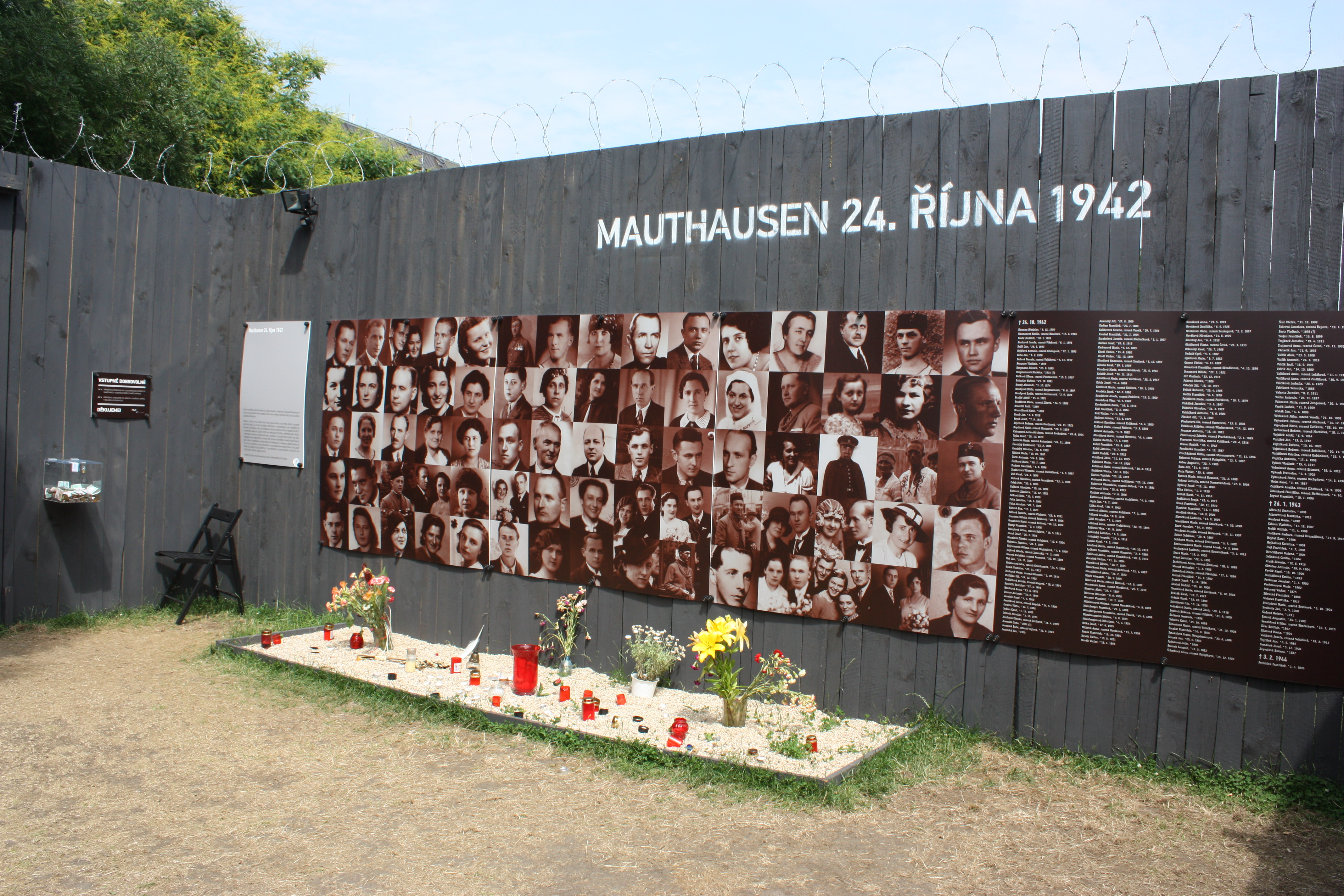
Réplique du camp de concentration de Mauthausen sur la place Charles, Prague, 2012.

Post Bellum dépasse les frontières européennes, l’organisation a aussi recueilli des témoignages dans d’autres régions du monde, notamment à Cuba, au Rwanda ou au Myanmar. Depuis 2017, un partenariat avec la Florida International University permet de documenter les récits de dissidents cubains. 
Elle entretient également des partenariats internationaux avec le Fonds international de Visegrád et la Fondation allemande Souvenir, Responsabilité et Avenir (EVZ) pour enregistrer les récits de témoins. 
Post Bellum a organisé environ 128 expositions dans toute l'Europe. En mai-juillet 2012, ils ont construit une réplique du camp de concentration de Mauthausen-Gusen sur la place Charles à Prague dans le cadre d'une exposition commémorant le 70e anniversaire de l' assassinat de Reinhard Heydrich.
Après l'invasion russe de l'Ukraine, Mémoire des Nations a lancé une campagne de financement participatif pour fournir du matériel militaire et de l'aide à l'armée ukrainienne. Des témoignages du conflit ont également été enregistrés et recueillis.